# August Wittgenstein
August Wittgenstein, właściwie August-Frederik, książę Sayn-Wittgenstein-Berleburg (ur. 22 stycznia 1981 w Siegen) – niemiecki aktor, reżyser, scenarzysta, producent filmowy i telewizyjny.

## Życiorys

### Wczesne lata
Pochodzi ze starożytnej rodziny szlacheckiej Sayn-Wittgenstein, jego rodzina należy do linii Sayn-Wittgenstein-Berleburg. Urodził się w Siegen jako syn Ludwiga Ferdinanda, niemieckiego księcia Sayn-Wittgenstein-Berleburg, i Yvonne, szwedzkiej hrabiny Wachtmeister af Johannishus. Dorastał ze starszym bratem Carlem-Albrechtem (ur. 1976), starszą siostrą Anną (ur. 1978; jako księżniczka Bawarii wyszła za mąż za Karla-Theodora zu Guttenberga) i młodszą siostrą Theodorą (ur. 1986). Już w szkole podstawowej był zainteresowany aktorstwem. W wieku 15 lat wyjechał z domu i uczęszczał do szkoły z internatem w Szwecji. Po ukończeniu studiów w Wielkiej Brytanii, odbył staż w Paryżu i przebywał w Australii. Po powrocie, postanowił zostać zawodowym aktorem. Na prośbę rodziców, studiował na Georgetown University w Waszyngtonie, gdzie otrzymał tytuł licencjata na wydziale historii. Od sierpnia 2005 do maja 2007 uczył się aktorstwa w American Academy of Dramatic Arts w Nowym Jorku, a później w The Mountain Studios w Los Angeles.

### Kariera
Jego kariera rozpoczęła się w latach 2008-2009, gdy brał udział w kilku filmach krótkometrażowych. W Hollywood miał role drugoplanowe w filmie Rona Howarda Anioły i demony (Angels and Demons, 2009) u boku Toma Hanksa i Ewana McGregora jako żołnierz Gwardii Szwajcarskiej), a także w dramacie science fiction Ari Folmana Kongres (The Congress, 2013) jako Travis z Robin Wright.
Wystąpił jako Alfred Graf von Dürckheim w biograficznym dramacie historycznym Ludwik Szalony (Ludwig II., 2012) z udziałem Uwe Ochsenknechta (jako Luitpold Wittelsbach), Toma Schillinga (Otto (król Bawarii)) i Gedeona Burkharda (Maximilian Karl Theodor von Holnstein). W melodramacie przygodowym Dzika pustynia (Wüstenherz – Der Trip meines Lebens, 2013) jako podróżnik Ben na skraju Sahary w hotelowym barze poznaje Lucy i wspólnie wyruszają na poszukiwanie niezapomnianych wrażeń. Gdy jednak odróżnikom psuje się samochód i muszą go zostawić, zaczynają walkę o przeżycie na pustyni. W miniserialu ZDF Ku'damm 56 (2016) zagrał postać Wolfganga von Boosta, początkującego prawnika, który jest żonaty, ale nie sypia z żoną, bo jest gejem.

## Wybrana filmografia

### filmy fabularne
- 2008: The Last Drop (film krótkometrażowy) jako Wandering Man
- 2009: Anioły i demony (Angels and Demons) jako szwajcarski gwardzista
- 2009: Torendion (film krótkometrażowy) jako Auron Ayjal
- 2009: Thorns (film krótkometrażowy) jako Fabius Jucundus
- 2010: Grave Dawn (film krótkometrażowy) jako Erwin Buchholz
- 2011: Avalon (Szewcja) jako Michel
- 2011: Gefallen (film krótkometrażowy) jako Christopher
- 2012: Ludwik Szalony (Ludwig II.) jako Alfred Graf von Dürckheim
- 2012: Streuner (film krótkometrażowy) jako Elias
- 2013: Kongres (The Congress) jako Travis
- 2013: Dzika pustynia (Open Desert/Wüstenherz – Der Trip meines Lebens) jako Ben
- 2014: Zeitraum (film krótkometrażowy) jako Frank
- 2014: Bis wir bluten (film krótkometrażowy) jako Aron
- 2014: Die Schlikkerfrauen (Sat.1)
- 2014: Ophelia (film krótkometrażowy) jako Casper
- 2014: Ein starkes Team: Späte Rache (ZDF)

### serial TV
- 2013: SOKO Leipzig - odc.: Schuldenschnitt jako Joost Hertel
- 2014: Josephine Klick – Allein unter Cops - odc.: Zinnsoldaten jako Karl Krause
- 2014: Bis wir bluten
- 2015: SOKO Leipzig - odc.: Sein oder Nichtsein jako Ivo Novack
- 2015: SOKO Köln - odc.: Alte Wunden jako Thomas Prinz
- 2016: Notruf Hafenkante - odc.: Klassentreffen jako Heiner Brüggemann
- 2016: SOKO München - odc.: Der Kuss jako Martin Tallen
- 2016: Alles Klara - odc.: Rundflug in den Tod
- 2016: Ku'damm 56 jako Wolfgang von Boost
- 2016: Tatort (Miejsce zbrodni) - odc.: HAL
- 2016: Dating Alarm jako Roman
- 2017: Nord bei Nordwest - odc.: Der Transport jako Nils Ek
- 2019: Ukryci: Pierworodny jako Jonas Hellemyr